# Mainlinjen
Inden for tysk lingvistik er Mainlinjen (efter floden Main), også kendt som Speyerlinjen, en isoglos som separerer dialekterne i nord, som har et gemineret stop i ord som Appel "æble", fra dialekterne i syd, som har et affrikat: Apfel. Linjen løber fra øst mod vest og passerer gennem byen Speyer.

| Sprog | Spire Denne artikel om sprog er en spire som bør udbygges. Du er velkommen til at hjælpe Wikipedia ved at udvide den. |